# DNA (tidskrift)
DNA är en månatligt tidskrift som riktar sig till homosexuella män. Tidskriften innehåller berättelser, kändisprofiler, recensioner av populärkultur, modetips och fotografi. Den finns tillgänglig i de flesta nyhetsbyråer i Australien, såväl som i större bokaffärer. 
Tidskriften startades i Australien år 2000, men finns nu i många länder, däribland Kanada, USA, Nya Zeeland, Storbritannien samt flera andra europeiska länder.